# 밥 에인스타인

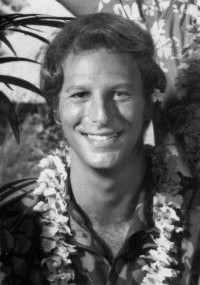

밥 에인스타인(Stewart Robert Einstein, 1942년 11월 20일 ~ 2019년 1월 2일)는 미국의 배우, 각본가, 성우, 희극 배우, 영화배우, 영화 프로듀서, 텔레비전 배우이다.
로스앤젤레스에서 태어났으며 인디언웰스에서 사망하였다. 사인은 백혈병이다.

## 영화
- 스트레인지 매직 (2015년)
- 웬 주스 워 퍼니 (2013년)
- 커브 유어 엔수지애즘 8 (2011년)
- 쉿 이어 (2010년)
- 오션스 13 (2007년)
- 지미 키멜 라이브! (2003년) - 게스트 역
- 어레스티드 디벨롭먼트 (2003년)
- 결혼과 이혼 사이 (1981년)
- 너의 토끼를 알게 되다 (1972년)